# 19411 Коллінарнолд
19411 Коллінарнолд (19411 Collinarnold) — астероїд головного поясу, відкритий 20 березня 1998 року.
Тіссеранів параметр щодо Юпітера — 3,618.